# Papà (album)
Papà, pubblicato nel 1980 su 33 giri (LPF 3307) e Musicassetta (CP 207), è un album discografico del cantante Mario Trevi.

## Il disco
L'album è una raccolta di brani di Mario Trevi, alcuni già incisi su 45 giri, altri inediti, per la casa discografica Polifon. L'album contiene brani appartenenti ai generi musicali di giacca e di cronaca, ritornati in voga a Napoli negli anni settanta, che riporteranno in voga il genere teatrale della sceneggiata. La direzione degli arrangiamenti è del M° Tonino Esposito.

## Tracce
1. Papà (De Stefano-Finizio)
2. 'A scuntrosa (Nani-Colucci-Ricci)
3. Ciento Tradimente (Nani-Colucci-Ricci)
4. Catena 'e fuoco (Nani-Colucci-Ricci)
5. 'O pustino (Nani-Colucci-Ricci)
6. 'A dedica (Iengo-Cestari-Sannino)
7. Abbracciato cu tte (Nani-Colucci-Ricci)
8. 'O napulitano (Fiore-Campassi)
9. Ogni mumento (Nani-Colucci-Ricci)
10. 'Nnammuratella 'e scola (Fiore-Lettieri-Matassa)
11. 'O sfizio 'e te vasà  (Nani-Colucci-Ricci)
12. 'O corredino (Sciotti-Campassi)